# Básculo

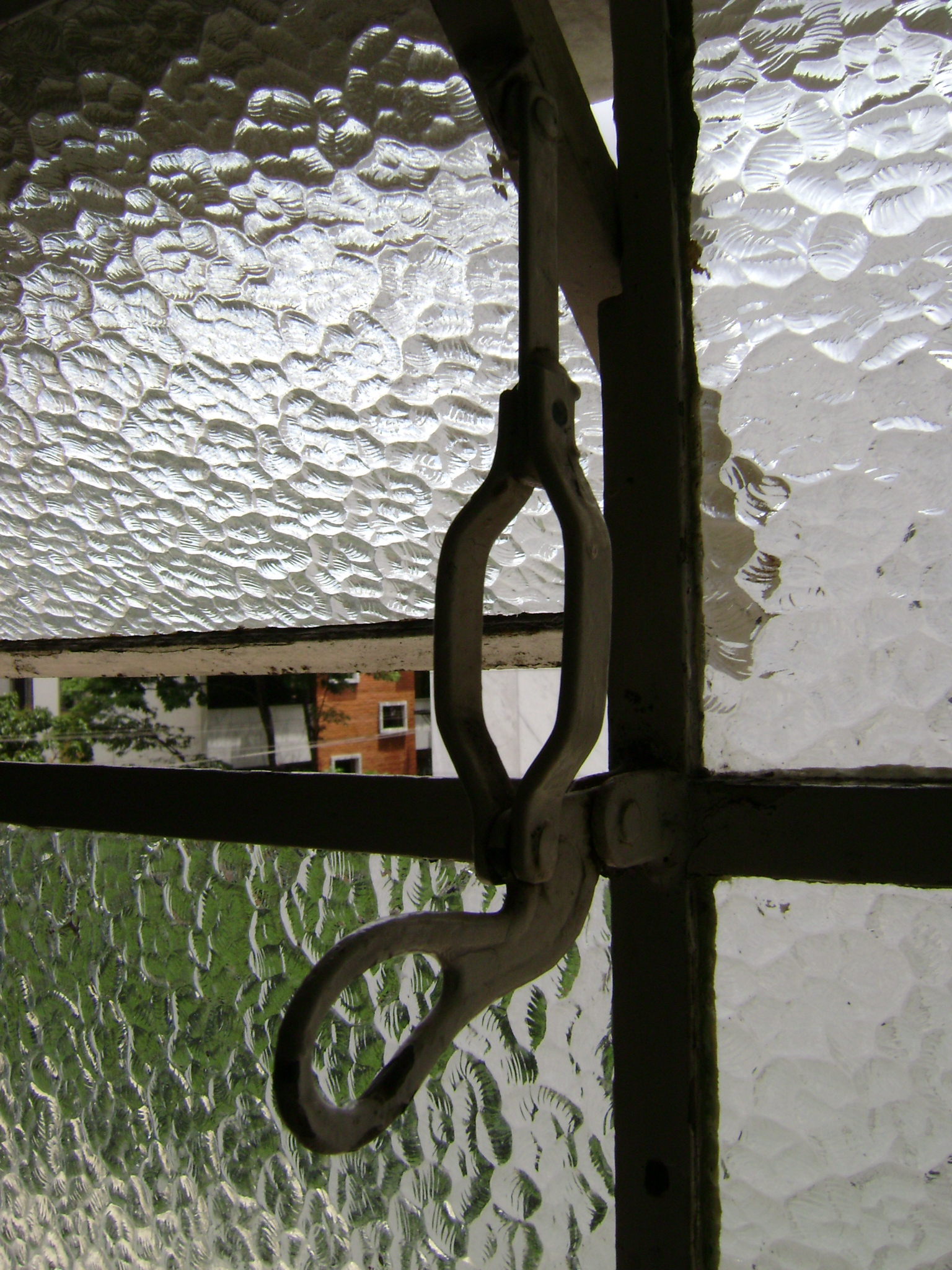
Um básculo.

Básculo é uma alavanca utilizada para girar um objeto mais distante, como uma janela ou uma ponte. 
As famigeradas caçambas, na verdade são caminhões basculantes. Básculo também é uma espécie de ponte levadiça; ou mesmo uma peça achatada de ferro que gira sobre uma cavilha para abrir ou fechar alternadamente dois ferrolhos de uma porta ou janela.